# Châteldon
Châteldon é uma comuna francesa na região administrativa de Auvérnia-Ródano-Alpes, no departamento Puy-de-Dôme. Estende-se por uma área de 28 km². Em 2010 a comuna tinha 786 habitantes (densidade: 28,1 hab./km²).

## Pessoas famosas de Châteldon
- Pierre Laval (1883–1945), político